# Élections législatives allemandes de 1887
Les élections législatives allemandes de 1887 permettent d'élire pour la 7e fois les députés du Reichstag. Elles ont lieu le 21 février 1887. La participation atteint 77 %, ce qui est nettement plus élevé qu'aux élections précédentes. Cette participation record n'est battue par la suite qu'en 1907.

## Contexte
Les élections ont lieu après la dissolution du Reichstag décidée par le Bundesrat en accord avec l'Empereur qui est effective le 14 janvier 1887. Le rejet du projet de réforme militaire proposé par le gouvernement d'Otto von Bismarck en est la cause. Le budget précédent ayant été voté en 1881, un nouveau budget devait être voté pour l'année suivante. Le projet prévoit d'augmenter de 10 % le nombre d'hommes mobilisés en temps de paix pour atteindre environ 468 000 soldats. La situation politique internationale tendue est censée justifier cette décision. Si cette proposition n'est pas discutée, le fait qu'elle soit valable pour 7 ans provoque des réticences. Bismarck refuse la proposition de compromis du Zentrum et espère par ces nouvelles élections obtenir une majorité conservative et nationale-libérale plus favorable. Il est également inquiété par la possible prochaine montée sur le trône du Kronprinz Frédéric, réputé plus libéral que son père, âgé alors de 90 ans ; cette succession pouvant menacer son pouvoir.
Quelques jours après la dissolution les partis conservateur, conservateur libre et national-libéral font un pacte et décident de ne présenter aux élections que les candidats de leur rang ayant le plus de chance de succès. Ces « partis du cartel » soutiennent le chancelier et ses opinions. La réforme militaire est donc au centre de la campagne électorale, la question est de savoir si l'armée est celle du parlement ou celle de l'Empereur. L'opinion publique fait confiance au chancelier, les partis du cartel remportent une éclatante victoire.

## Résultats
| Famille politique | Famille politique | Parti                    | Parti | Voix       | Voix   | Voix             | Sièges | Sièges | Sièges          |
| Famille politique | Famille politique | Parti                    | Parti | en million | en %   | comparées à 1884 | nb     | en %   | comparés à 1884 |
| ----------------- | ----------------- | ------------------------ | ----- | ---------- | ------ | ---------------- | ------ | ------ | --------------- |
| Conservateurs     | Conservateurs     | Conservateur             |       | 1,147      | 15,2 % | ±0,0             | 80     | 20,2 % | +2              |
| Conservateurs     | Conservateurs     | Conservateur libre       |       | 0,736      | 9,8 %  | +2,9             | 42     | 10,6 % | +14             |
| Libéraux          | Droit             | National-libéral         |       | 1,678      | 22,2 % | +4,6             | 97     | 24,4 % | +46             |
| Libéraux          |                   | Autres libéraux          |       | n/a        | n/a    | n/a              | 3      | 0,8 %  | +3              |
| Libéraux          | Gauche            | Radical                  |       | 0.973      | 12,9 % | −4,7             | 32     | 8,1 %  | −35             |
| Libéraux          | Gauche            | Populaire                |       | 0,089      | 1,2 %  | −0,5             | -      | -      | −7              |
| Catholiques       | Catholiques       | Zentrum                  |       | 1,516      | 20,1 % | −2,5             | 98     | 24,7 % | −1              |
| Socialistes       | Socialistes       | Sociaux-démocrates (SAP) |       | 0,763      | 10,1 % | +0,4             | 11     | 2,8 %  | −13             |
| Minorités         | Minorités         | Welf                     |       | 0,113      | 1,5 %  | −0,2             | 4      | 1,0 %  | −7              |
| Minorités         | Minorités         | Polonais                 |       | 0,220      | 2,9 %  | −0,7             | 13     | 3,3 %  | −3              |
| Minorités         | Minorités         | Danois                   |       | 0,012      | 0,2 %  | −0,1             | 1      | 0,3 %  | ±0              |
| Minorités         | Minorités         | Alsace-Lorraine          |       | 0,234      | 3,1 %  | +0,2             | 15     | 3,8 %  | ±0              |
|                   |                   | Antisémites              |       | 0,012      | 0,2 %  | +0,2             | 1      | 0,3 %  | +1              |
|                   |                   | Divers                   |       | 0,048      | 0,6 %  | +0,4             | -      | -      | ±0              |
| Total             | Total             | Total                    | Total | 7,541      | 100 %  |                  | 397    | 100 %  |                 |

## Conséquences
Les libéraux de gauche et les sociaux-démocrates sont affaiblis. Le septennat en matière de budget militaire est voté le 11 mars 1887.
L'élection d'Otto Böckel marque l'arrivée au parlement d'un député se décrivant lui-même comme antisémite.

## Groupes parlementaires
Tous les députés ne rejoignent pas le groupe parlementaire de leur parti, certains restent également sans groupe parlementaire. 3 députés Welf viennent s'ajouter au groupe Zentrum. À cause de décès et de non-acceptation de mandats, le parlement n'a que 394 députés à son ouverture. Les effectifs des différents groupes parlementaires sont les suivants :
| Zentrum                   | 101 |
| National-libéral          | 96  |
| Conservateur              | 78  |
| Conservateur libre        | 42  |
| Radical                   | 31  |
| Sociaux-démocrates (SDAP) | 11  |
| Polonais                  | 12  |
| Parti populaire           | 7   |
| Danois                    | 1   |
| Indépendants              | 22  |